# Каспаров, Иван Петрович
Иван Петрович Каспаров (1740, Астрахань — 1814) — генерал-лейтенант, тайный советник, комендант Таганрогской крепости (1784—1800), кавказский губернатор (1802—1805).

## Биография
Родился в 1740 году в Астрахани в семье полковника, уроженца Кафы Петра (Петрус, Петрос) Каспарова.
13 декабря 1754 года по просьбе отца Военная коллегия специальным приказом постановила принять двух несовершеннолетних сыновей Петра, Ивана и Василия, в Армянский эскадрон, который базировался в Кизляре.
В 1768—1774 Иван Каспаров участвовал в русско-турецкой войне в звании майора, отличился в сражениях под Журжой, Ларгой, Кагулой (1770). В 1774 году по поручению П. А. Румянцева-Задунайского Иван Каспаров в качестве полномочного представителя передал турецкому великому визирю условия заключения Кучук-Кайнарджинского мирного договора.
Во время русско-турецкой войны (1787—1791) был назначен комендантом Таганрога, прослужив в этой должности 16 лет, с 1784 по 1800 год. В те времена был в звании полковника. Имел под Таганрогом в районе балки «Малая Черепаха» имение с прекрасным садом, виноградником и питомником тутовых деревьев, территория которого постоянно расширялась за счёт близлежащих землевладений. Впоследствии этот район вошёл в черту города и стал называться Касперовкой.
С 1802 по 1805 год служил губернатором Кавказской губернии, достиг чина генерал-лейтенанта. Участвовал в войнах: с Францией (1805—1807), русско-турецкой войне (1806—1812), Отечественной войне 1812 года.
Умер в 1814 году.